# Indian River Gold Cup 100 1957
Indian River Gold Cup 100 1957 var ett stockcarlopp ingående i  Nascar Grand National Series (nuvarande Nascar Cup Series) som kördes 30 december 1956 på den 1,6 mile (2,575 km) långa roadcoursen Titusville-Cocoa Speedway i Titusville i Florida. Totalt avverkades 89,6 miles (144,197 km) fördelat på 56 varv. Det var enda gången banan gästades av Nascar. Loppet vanns av Fireball Roberts i en Ford på tiden 1:23.35 körande för DePaolo Engineering. Roberts snitthastighet var 64,319 mph. DePaolo Engineerings bilar placerade sig på plats 1-2-3-4. Det var första gången i Nascars historia som ett och samma stall knep dom fyra främsta positionerna. DePaolo Engineerings bilar var för övrigt dom enda på ledarvarvet vid målgång. Prispotten uppgick till 3 885 dollar, varav 850 dollar gick till segraren.

## Resultat
| Plc     | Nr  | Förare           | Team/ bilägare       | Konstruktör | Start | Varv | Ledda varv |
| ------- | --- | ---------------- | -------------------- | ----------- | ----- | ---- | ---------- |
| 1       | 22  | Fireball Roberts | DePaolo Engineering  | Ford        | 2     | 56   | 29         |
| 2       | C22 | Curtis Turner    | DePaolo Engineering  | Ford        | 3     | 56   | 0          |
| 3       | 98  | Marvin Panch     | DePaolo Engineering  | Ford        | 6     | 56   | 0          |
| 4       | 12  | Ralph Moody      | DePaolo Engineering  | Ford        | 4     | 56   | 0          |
| 5       | 86  | Doug Cox         | John Foster          | Ford        | 7     | 55   | 0          |
| 6       | 42A | Tiny Lund        | Petty Enterprises    | Dodge       | 9     | 54   | 0          |
| 7       | 75  | Jim Paschal      | Frank Hayworth       | Mercury     | 10    | 53   | 0          |
| 8       | 64  | Johnny Allen     | Spook Crawford       | Plymouth    | 12    | 53   | 0          |
| 9       | 38  | Mel Larson       | i.u.                 | Dodge       | 11    | 51   | 0          |
| 10      | 69  | Dick Joslin      | i.u.                 | Chevrolet   | 15    | 48   | 0          |
| 11      | 42  | Lee Petty        | Petty Enterprises    | Dodge       | 8     | 47   | 0          |
| 12      | 424 | Chuck Thompson   | i.u.                 | Oldsmobile  | 14    | 47   | 0          |
| 13      | 3   | Paul Goldsmith   | Smokey Yunick Racing | Chevrolet   | 1     | 34   | 27         |
| 14      | 79  | Jimmy Thompson   | Gus Holzmueller      | Ford        | 13    | 24   | 0          |
| 15      | J12 | Joe Weatherly    | DePaolo Engineering  | Ford        | 5     | 17   | 0          |
| Källor: |     |                  |                      |             |       |      |            |